# Cytherea wadensis
Cytherea wadensis är en tvåvingeart som beskrevs av Efflatoun 1945. Cytherea wadensis ingår i släktet Cytherea och familjen svävflugor. Inga underarter finns listade i Catalogue of Life.